# 大伴山前
大伴山前（おおとものやまさき、生没年不詳）は、古墳時代の豪族・大伴氏の一人。姓は連。

## 概要
大伴氏の一人。